# Agrodiaetus cespica
Agrodiaetus cespica är en fjärilsart som beskrevs av Otto Staudinger. Agrodiaetus cespica ingår i släktet Agrodiaetus och familjen juvelvingar. Inga underarter finns listade i Catalogue of Life.